# Râul Gilorțelul Mic
Râul Gilorțelul Mic este unul din cele două brațe care formează râul Gilorțel. 

## Hărți
- Harta Munților Parâng [nefuncțională – arhivă]